# Política de visados de Vietnam

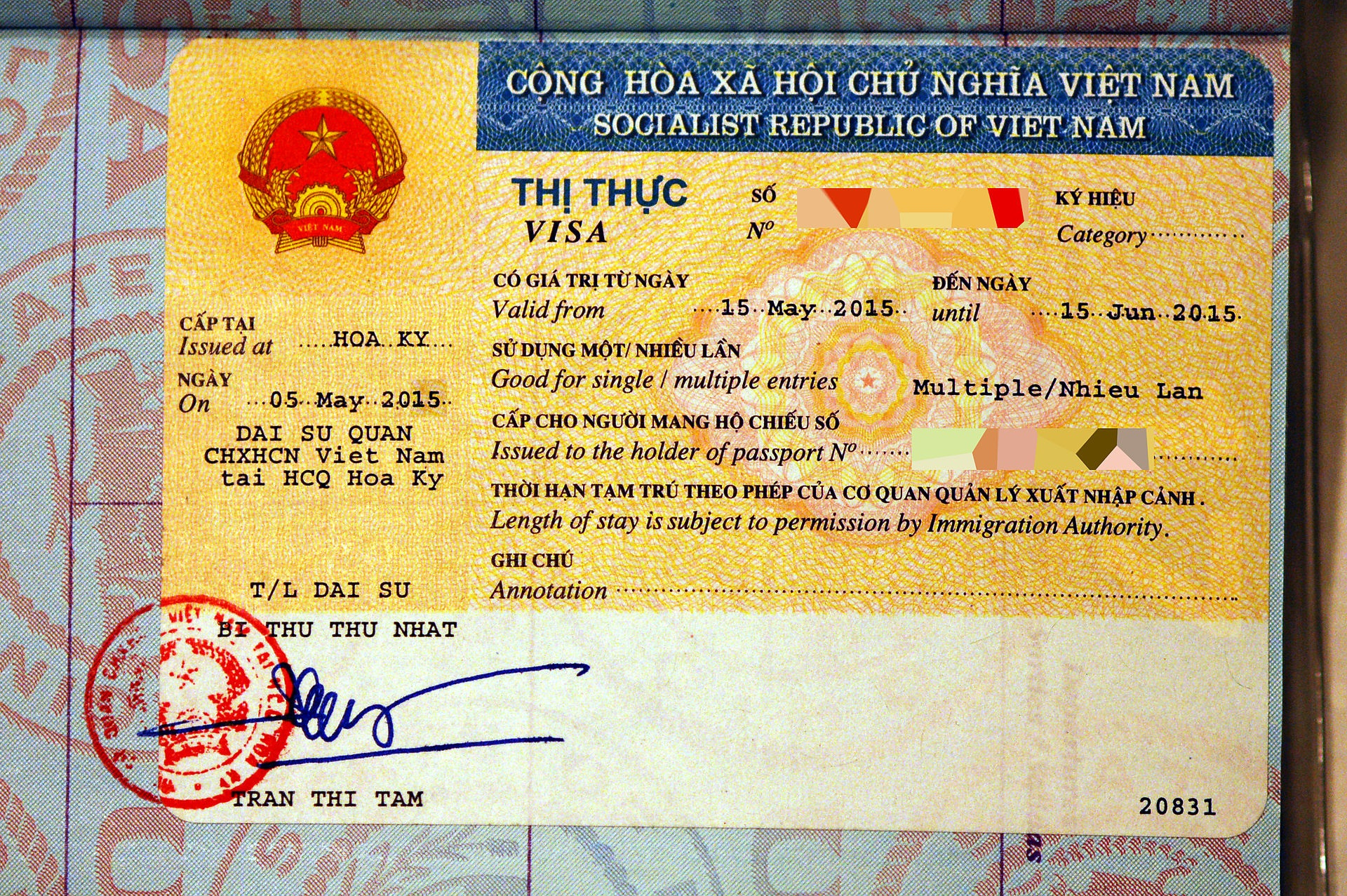
Visado Vietnam

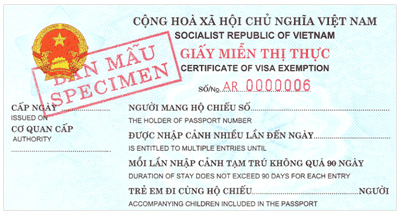
Un certificado de exención de visado para vietnamitas con pasaportes extranjeros.

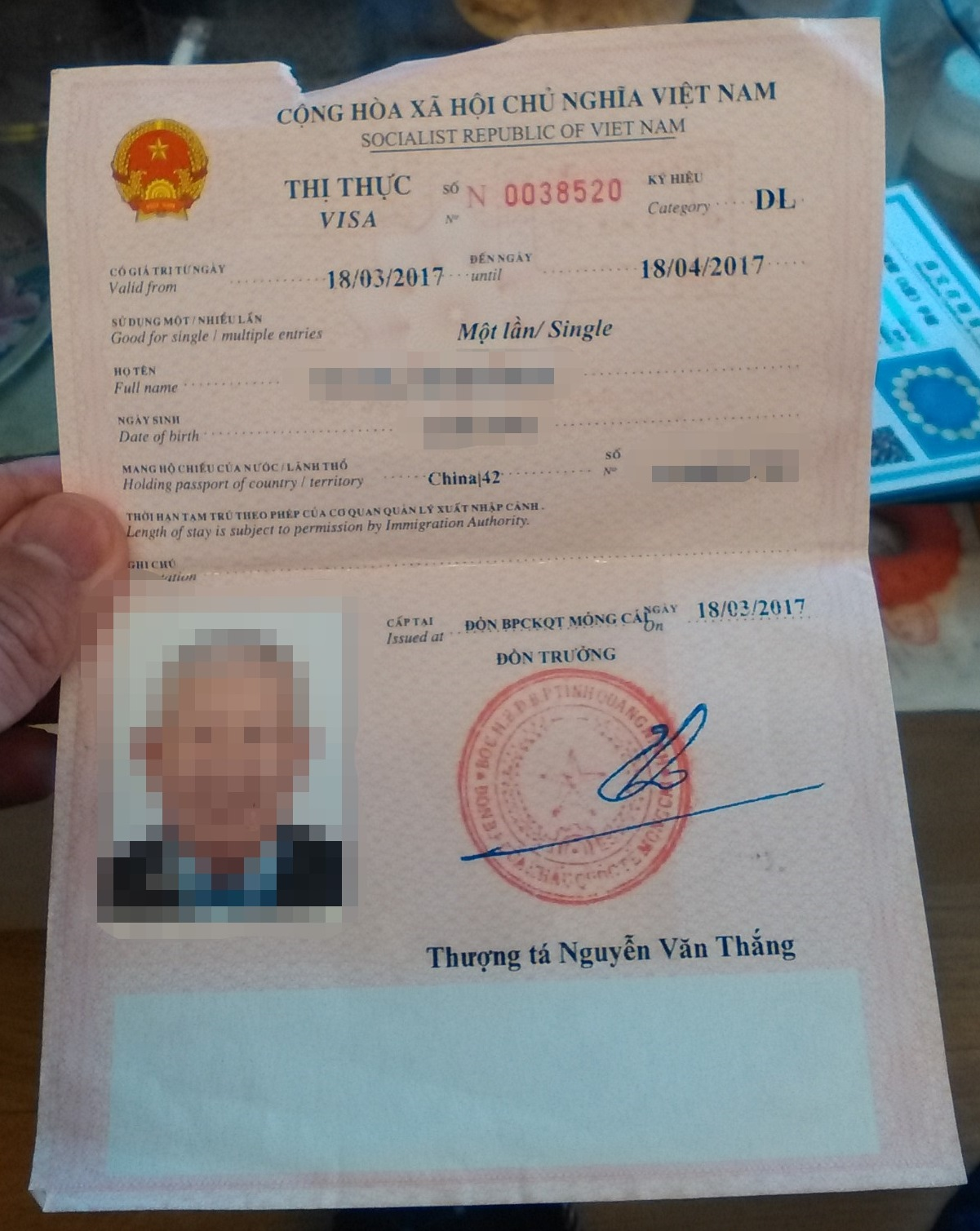
Otro visado en papel que se suele extender a ciudadanos chinos.

Las personas que deseen visitar Vietnam han de obtener un visado de alguna de las misiones diplomáticas de Vietnam o a través de alguna de las agencias que tramitan el visado a la llegada (del inglés Visa On Arrival (VOA) con la excepción de aquellos países que dispongan de algún acuerdo de exención de visado. En todo caso, toda persona que desee viajar a Vietnam deberá disponer de un pasaporte con una validez mínima de 6 meses.

## Mapa de tipos de visado de Vietnam por países

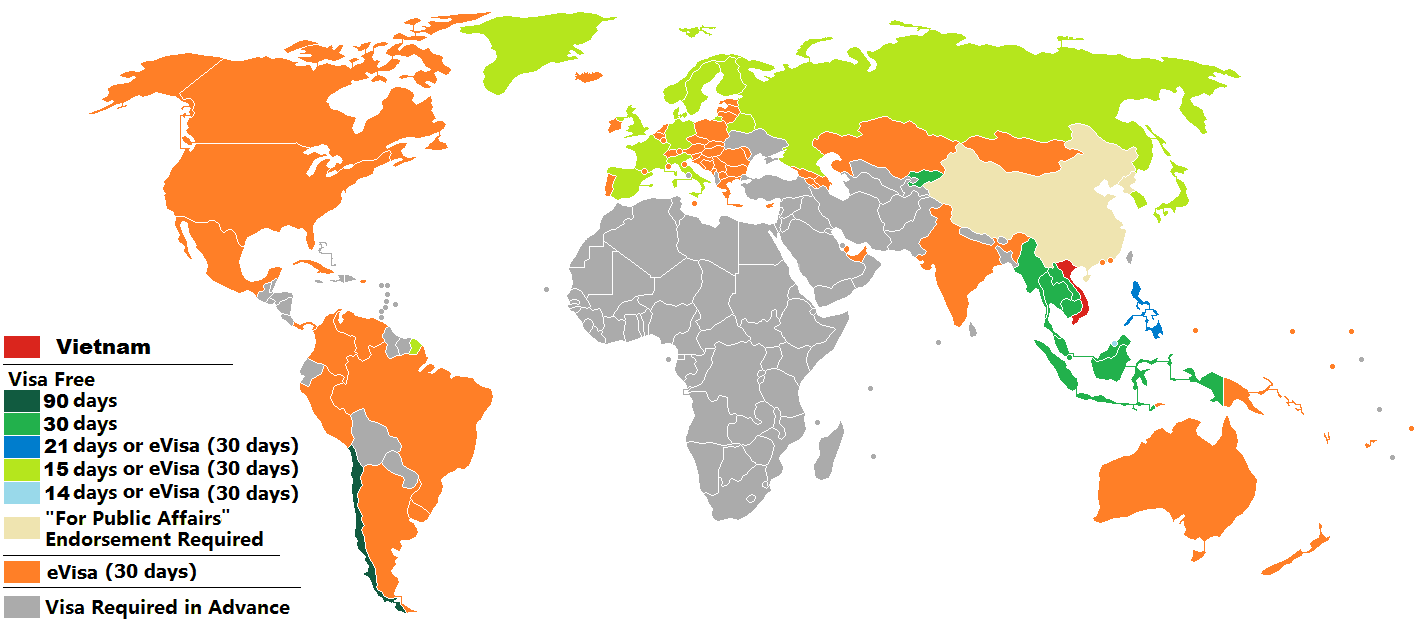
Visa policy of Vietnam

## Exención de visado
Quienes tengan pasaporte de alguno de los siguientes 24 países, no requerirán un visado si se acogen a los acuerdos internacionales de exención de visado que el gobierno de Vietnam mantiene con estos países.
Vietnam:
| Bandera de Camboya · Bandera de Indonesia · Bandera de Kirguistán · Bandera de Laos | Bandera de Malasia · Bandera de Singapur · Bandera de Tailandia |  |

| * * * * * * * | - * 1 |  |

| Fechas de los cambios en las visas |
| --- |
| - Kyrgyzstan - 1 April 2000: Philippines - 9 July 2000: Tailandia - 21 November 2001: Malaysia - 1 December 2003: Singapur - 4 December 2003: Indonesia - 1 de enero de 2004: Japan - 5 March 2004: Laos - 1 July 2004: South Korea - 1 May 2005: Denmark, Finland, Norway and Sweden - 2007: Brunéi - 4 December 2008: Camboya - 1 de enero de 2009: Russia (resumed) - 26 October 2013: Myanmar - 1 July 2015: Belarus, Germany, France, Italy, Spain and United Kingdom - 11 August 2017: Chile Cancelado: - Russia: 20 February 1994 (was resumed in 2009) |

Quienes dispongan de un certificado de exención de visado no necesitarán de visado independientemente de su nacionalidad.
Los ciudadanos de China, Cuba y Corea del Norte con pasaportes diplomáticos o pasaportes estándar identificados como diplomáticos no requieren de visado para Vietnam.

## Pasaportes especiales o no-ordinarios

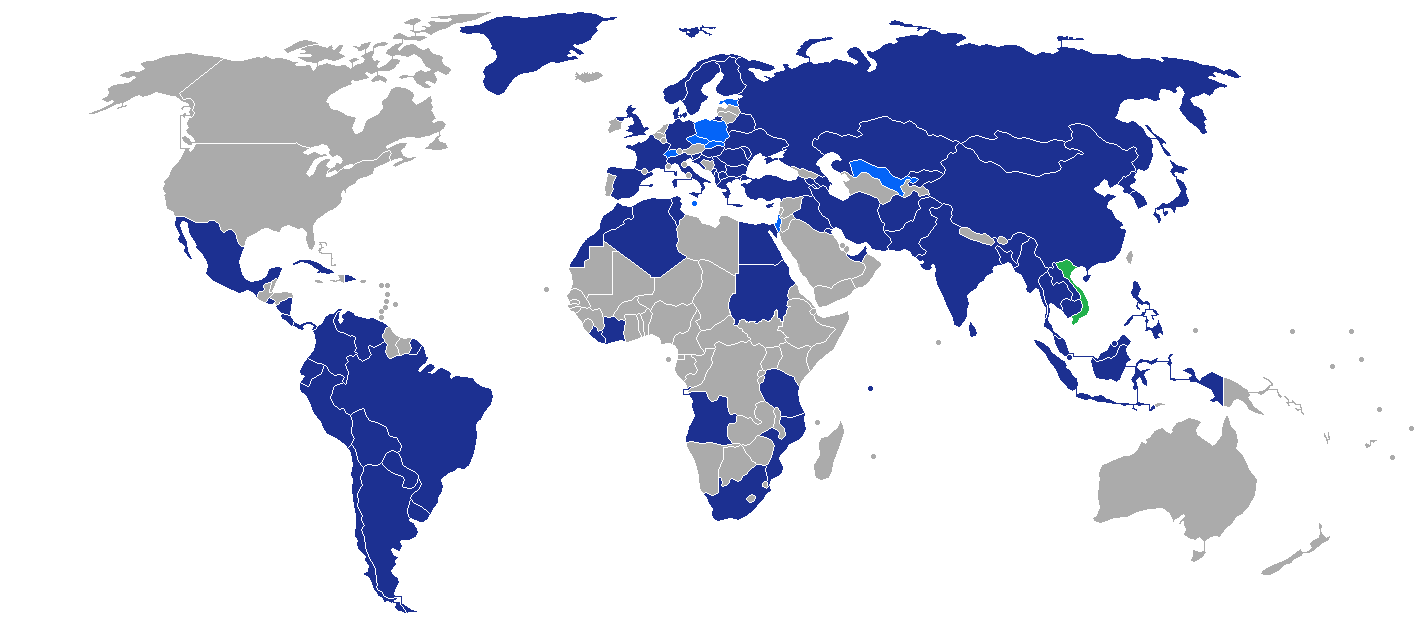
Regulación de Visados de Vietnam para pasaportes diplomáticos y de servicios oficiales
Vietnam
Acceso libre con pasaporte diplomático o pasaporte de servicios oficiales
Acceso libre con pasaporte diplomático

Quienes dispongan de un pasaporte diplomático o de documentos de servicios oficiales de Afganistán, Albania, Alemania, Angola, Argelia, Argentina, Armenia, Azerbaiyán, Bangladés, Bielorrusia, Birmania, Brasil, Bulgaria, Chile, China, Colombia, Corea del Norte, Corea del Sur, Costa Rica, Costa de Marfil, Croacia, Cuba, Chipre, República Dominicana, Ecuador, Egipto, El Salvador, Emiratos Árabes Unidos, Eslovenia, España, Filipinas, Francia, Hungría, India, Iraq, Italia, Japón, Kazajistán, Kuwait, Marruecos, México, Moldavia, Mongolia, Montenegro, Mozambique, Nicaragua, Pakistán, Panamá, Paraguay, Perú, Rumanía, Rusia, Serbia, Seychelles, Singapur, Sudáfrica, Sri Lanka, Sudán, Tanzania, Túnez, Turquía, Ucrania, Uruguay y Venezuela, o pasaporte diplomático de Eslovaquia, Estonia, Israel, Malta, Polonia, Rep. Checa, Suiza y Uzbekistán no requerirán de visado para viajar a Vietnam.

## Isla de Phú Quốc
Los viajeros que no estén exentos de los requerimientos de visado, podrán visitar Phú Quốc sin una visa, por un periodo de hasta 30 días. Ellos deben llegar a Phú Quốc directamente desde un tercer país, o desde los aeropuertos de las ciudades de Hanoi o Ho Chi Minh donde ellos podrán realizar correctamente su inmigración, para redirigirse hacia las terminales domésticas.

## Tránsito
Los pasajeros de cualquier nacionalidad podrán tener tránsito a través de Vietnam por via aérea sin necesidad de visado por un periodo de hasta 24 horas siempre y cuando no pretendan abandonar el área estéril de tránsito. Pasar la noche en la sala de tránsito está permitido.

## E-visa
Vietnam lanzó el 1 de febrero de 2017, un sistema de visa electrónica o E-visa. La visa electrónica tiene un coste de USD $25y se conceden para 1 única visita de hasta 30 días a ciudadanos de los 46 países siguientes:
| - 1 | Bandera de Dinamarca · Bandera de Finlandia · Bandera de Francia · Bandera de Alemania · Bandera de Grecia · Bandera de Hungría · Bandera de la India · Bandera de Irlanda · Bandera de Italia · Bandera de Japón · Bandera de Kazajistán · Bandera de Luxemburgo | Bandera de Mongolia · Bandera de Birmania · Bandera de los Países Bajos · Bandera de Nueva Zelanda · Bandera de Noruega · Bandera de Panamá · Bandera de Perú · Bandera de Filipinas · Bandera de Polonia · Bandera de Rumania · Bandera de Rusia · Bandera de Eslovaquia | Bandera de Corea del Sur · Bandera de España · Bandera de Suecia · Bandera de Timor Oriental · Bandera de Emiratos Árabes Unidos · Bandera del Reino Unido · Bandera de Estados Unidos · Bandera de Uruguay · Bandera de Venezuela |  |

1 – No es válido para e-passport.

## Estadísticas
La mayor parte de los visitantes que llegan a Vietnam para periodos cortos son de los siguientes países:
| País                                  | 2016       | 2015      | 2014      | 2013      | 2012      | 2011      |
| ------------------------------------- | ---------- | --------- | --------- | --------- | --------- | --------- |
| Bandera de la República Popular China | 2,696,848  | 1,780,918 | 1,947,236 | 1,907,794 | 1,428,693 | 1,416,804 |
| Bandera de Corea del Sur              | 1,543,883  | 1,112,978 | 847,958   | 748,727   | 700,917   | 536,408   |
| Bandera de Japón                      | 740,592    | 671,379   | 647,956   | 604,050   | 576,386   | 481,519   |
| Bandera de Estados Unidos             | 552,644    | 491,249   | 443,776   | 432,228   | 443,826   | 439,872   |
| Bandera de Taiwán                     | 507,301    | 438,704   | 388,998   | 398,990   | 409,385   | 361,051   |
| Bandera de Rusia                      | 433,987    | 338,843   | 364,873   | 298,126   | 174,287   | 101,600   |
| Bandera de Malasia                    | 407,574    | 346,584   | 332,994   | 339,510   | 299,041   | 233,132   |
| Bandera de Australia                  | 320,678    | 303,721   | 321,089   | 319,636   | 289,844   | 289,762   |
| Bandera de Tailandia                  | 266,984    | 214,645   | 246,874   | 268,968   | 225,866   | 181,820   |
| Bandera de Singapur                   | 257,041    | 236,547   | 202,436   | 195,760   | 196,225   | 172,500   |
| Bandera del Reino Unido               | 254,841    | 212,798   | 202,256   | 184,663   | 170,346   | 156,300   |
| Bandera de Francia                    | 240,808    | 211,636   | 213,745   | 209,946   | 219,721   | 211,444   |
| Bandera de Camboya                    | 211,949    | 227,074   | 404,159   | 342,347   | 331,939   | 423,440   |
| Bandera de Alemania                   | 176,015    | 149,079   | 142,345   | 97,673    | 106,068   | 45,000    |
| Bandera de Laos                       | 137,004    | 113,992   | 136,636   | 122,873   | 150,678   | 118,500   |
| Total                                 | 10,012,735 | 7,943,651 | 7,874,312 | 7,572,352 | 6,847,678 | 6,014,032 |